# Monastère de Moštanica
Pour les articles homonymes, voir Moštanica.

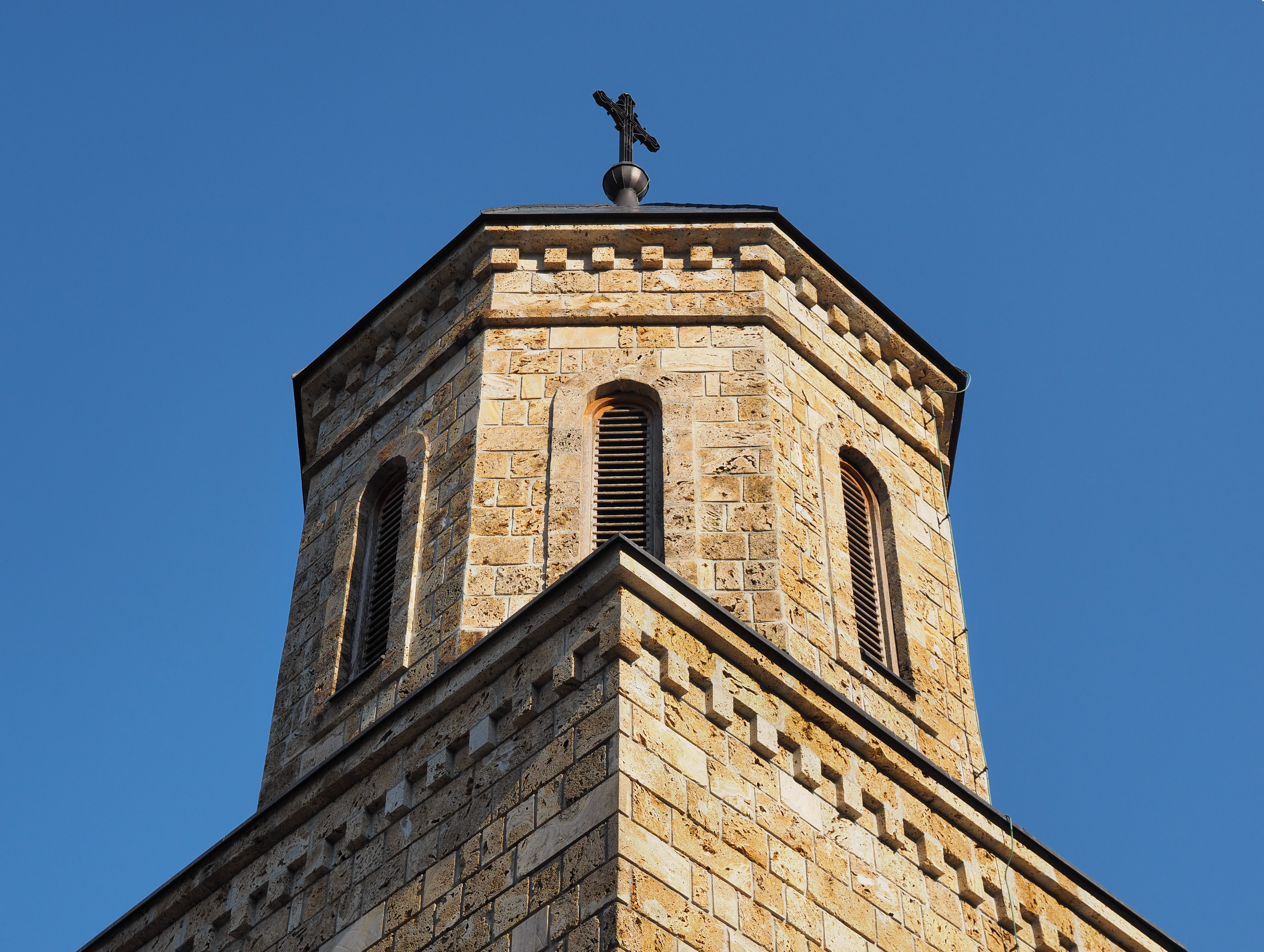
La tour de la cloche

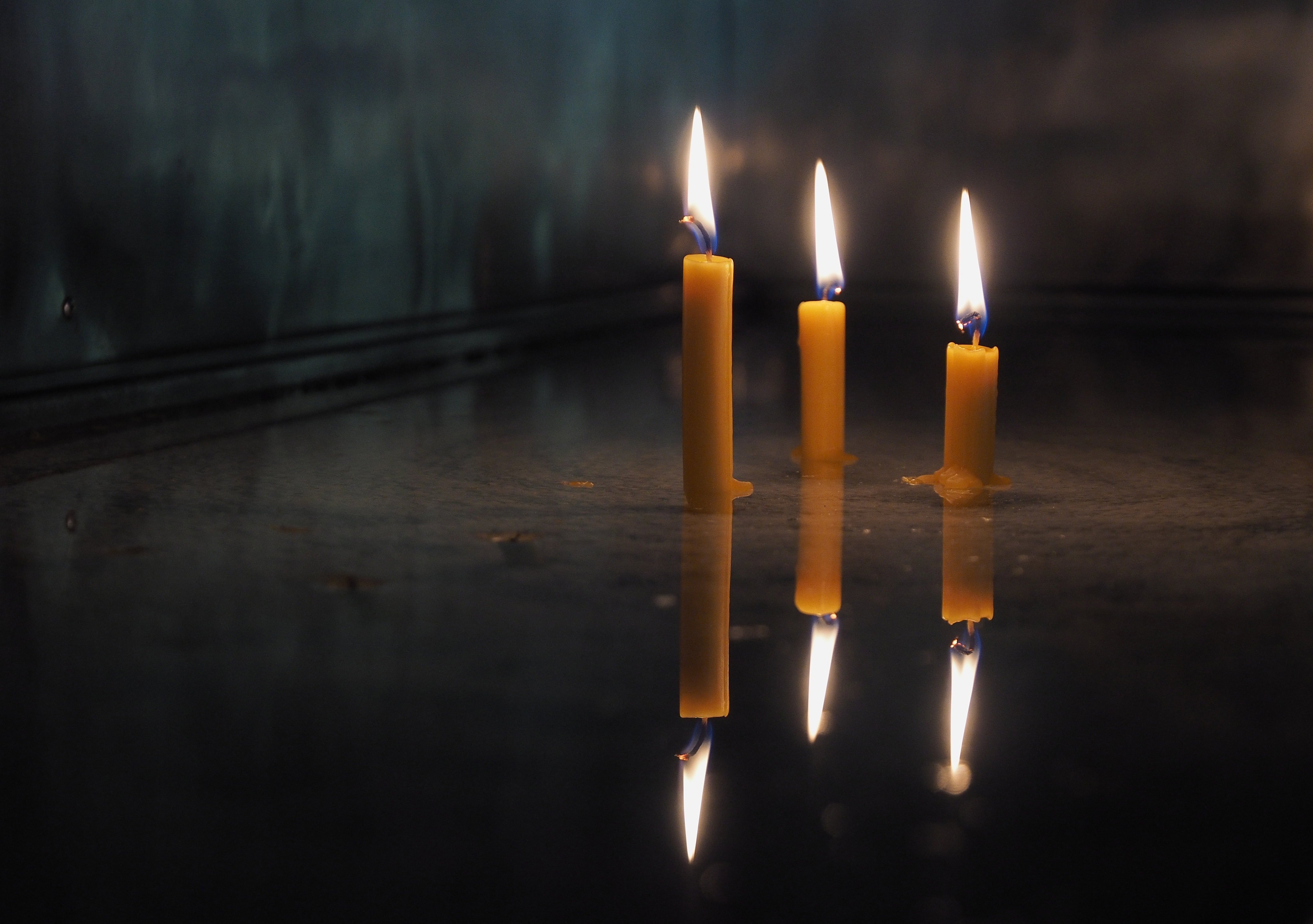
Quelques bougies dans le monastère.

Le monastère de Moštanica (en serbe cyrillique : Манастир Моштаница ; en serbe latin : Manastir Moštanica) est un monastère orthodoxe serbe situé à proximité de Kozarska Dubica, dans la république serbe de Bosnie (Bosnie-Herzégovine). Il relève de l'éparchie de Banja Luka, une subdivision de l'Église orthodoxe serbe.

## Localisation
Le monastère de Moštanica, dédicacé à l'archange Saint Michel est situé dans la vallée de la rivière Moštanica, sur les pentes septentrionales des monts Kozara, à une altitude 202 m. Il se trouve à environ 15 km de la ville de Kozarska Dubica.

## Histoire
Le monastère a sans doute été fondé en 1111 mais il est mentionné pour la première fois dans des documents ottomans remontant au XVIe siècle. Au cours de son histoire, il a été neuf fois détruit et reconstruit. Une restauration complète des bâtiments est en cours.